# Hans Geiger
Hans Geiger, puno ime Johannes Wilhelm Geiger (Neustadt an der Weinstraße, 30. rujna 1882. – Potsdam,24. rujna 1945.), njemački fizičar. Najpoznatiji je kao jedan od izumitelja Geigerovog brojača i po Rutherfordovom pokusu s alfa-česticama i zlatnim listićem u kojem je sudjelovao. Doktorirao (1906.) na Sveučilištu u Erlangenu. Radio na sveučilištima u Manchesteru (od 1907. do 1912.), Berlinu (od 1912. do 1925.), Kielu (od 1925. do 1929.), Tübingenu (od 1929. do 1936.). S engleskim fizičarom Johnom Mitchellom Nuttalom otkrio (1911.) ovisnost energije alfa-zračenja i vremena poluraspada alfa-radioaktivnih elemenata (Geiger-Nuttalov zakon). Godine 1913. potvrdio Rutherfordovu teoriju raspršenja alfa-čestica, koja se osniva na hipotezi sićušne atomske jezgre i velikog elektronskog omotača (planetarni model atoma). U suradnji s njemačkim fizičarom Waltherom Müllerom konstruirao (1928.) Geiger-Müllerovo brojilo. Bio je član njemačke Nacionalne akademije znanosti Leopoldina (od 1935.). Po njem je nazvan krater na Mjesecu (Geiger (krater)).

## Životopis
Hans Geiger je rođen kao jedno od petero djece, a otac mu je bio profesor indologije na Sveučilištu u Erlangenu. Studirao je fiziku i matematiku, a doktorirao je 1906. Od 1907. Radi s E. Rutherfordom i Ernestom Marsdenom. Kao profesor je radio u Kielu, Tübingenu i Berlinu. U nacističkoj Njemačkoj radio je na nacističkom nuklearnom programu.

### Znanstveni doprinosi

#### Geigerov brojač
Geigerov brojač je uređaj za određivanje i mjerenje ionizirajućeg zračenja. Sastoji se od cijevi s plinom pri niskom tlaku (obično argon ili neon s metanom), u kojoj se nalaze valjkasta katoda, kroz čiji centar prolazi anoda u obliku tanke žice. Između elektroda narinuta je razlika električnog potencijala od oko 1 000 V. Kroz prikladan otvor (prozor) u cijevi, ulazi ionizirana čestica ili foton, izazivajući nastanak iona, a jaka potencijalna razlika će ga usmjeriti na odgovarajuću elektrodu što će izazvati lančanu ionizaciju. Konačni strujni puls može se brojiti odgovarajućim elektronskim krugom ili jednostavno preusmjeriti na zvučnik instrumenta. 1928. ga je zajedno sa svojim studentom Waltherom Mullerom unaprijedio, pa se poboljšani uređaj naziva Geiger-Müllerovo brojilo.
Brojilo se sastoji od metalnog cilindra i od vrlo tanke žice koja prolazi kroz njegovu os. Cilindar je stavljen u staklenu cijev. Cilindar služi kao katoda, žica kao anoda. Električne silnice idu poprečno (radijalno) od žice do cilindra. Iz cijevi je prvo isisan zrak, a zatim se napuni s plinom pod tlakom od 0,2 bara. 
Kad brza električno nabijena čestica prodre u brojač, ona stvori ione i slobodne elektrone. Razmotrimo što se događa s jednim takvim elektronom. On se kreće sa sve većim ubrzanjem prema žici, gdje naglo raste jakost električnoga polja. Pri tom elektron stvara nove ione i slobodne elektrone. Prolaz nabijene brze čestice izazvat će naglo gomilanje električnog naboja oko žice. Doći se do pražnjenja i do ponovnog uspostavljanja prvobitnog stanja. Nagla električna struja koja poteče može se pojačati tako da izazove zvučni učinak. Svaki put kad brza električno nabijena čestica prođe kroz brojač čujemo udarac. Na taj način mogu se direktno brojiti alfa-čestice i elektroni koje emitiraju radioaktivne tvari. Brojači se također vrlo mnogo upotrebljavaju u ispitivanju kozmičkih zraka.

#### Pokus s alfa-česticama i zlatnim listićem
Pokusi Ernesta Rutherforda, Hansa Geigera i Ernesta Marsdena (1909.), s raspršenjem alfa-čestica pri prolasku kroz zlatni listić, doveli su do prvog ("planetarnog") Rutherfordovog modela atoma (1911.), prema kojemu se elektroni gibaju oko atomske jezgre, u kojoj je pak koncentrirana gotovo sva masa atoma. Rutherford je zaključio da je masa atoma koncentrirana u malom atomskom jezgru (nukleusu), a da se elektroni kreću oko njega. Uz izmjene koje je unijela kvantna fizika, taj planetarni model atoma je preživio do danas. Mjerenja električnog naboja jezgre pokazala su da je, za sve elemente, omjer električnog nabojâ jezgre i elektrona otprilike jednak polovini relativne atomske mase. Na osnovi toga eksperimentalnog nalaza, kao i Rutherfordova planetarnog modela atoma, Antonius van den Broek (1913.) zaključio je da je prirodnije poredati elemente u periodni sustav elemenata po nabojima jezgara, a ne po atomskim masama.

#### Geiger-Nuttalov zakon
Geiger je empirijskim putem utvrdio ovisnost dometa alfa-čestica, pod standardnim tlakom i temperaturom, o njihovoj početnoj brzini. Također je Geiger, zajedno s Johnom Mitchellom Nuttallom, pronašao vezu između vremena poluraspada, odnosno konstante raspadanja λ, nekog radioaktivnog elementa koji zrači alfa-čestice i njihovog dometa u zraku, što se naziva Geiger-Nuttalov zakon:
{\displaystyle \ln \lambda =-a_{1}{\frac {Z}{\sqrt {E}}}+a_{2}}
gdje je: λ -  konstanta raspadanja (λ = ln 2/vrijeme poluraspada), Z – atomski broj, E – ukupna kinetička energija (alfa-čestice i atomske jezgre iz koje je nastala), te a1 i a2 - konstante.
S obzirom na vrijeme poluraspada radioaktivnih elemenata, utvrđeno je da nestabilni atomi s kratkim životom zrače alfa-čestice velike energije, velike brzine i velikog dometa. Domet alfa-čestice se kreće od 28 mm (torij-232, vrijeme poluraspada 1,39 x 1010 godina) do 86 mm (polonij-212, vrijeme poluraspada 3 x 10-7 sekundi).